# Little Casterton
Pour les articles homonymes, voir Casterton.
Little Casterton est un petit village d'Angleterre situé dans l'est du Rutland, environ 3 km au nord de Stamford. Au recensement de 2001, la paroisse civile de Little Casterton avait 148 habitants, et 218 à celui de 2011.
L'église paroissiale est dédiée à Tous les Saints et classée de Grade II* depuis 1961. Au nord-est du village, Tolethorpe Hall (en), un manoir assez modifié au XIXe siècle, est également classé de Grade II* depuis 1961.
Chaque septembre a lieu à Little Casterton le Working Weekend, avec des démonstrations de matériel agricole ancien.

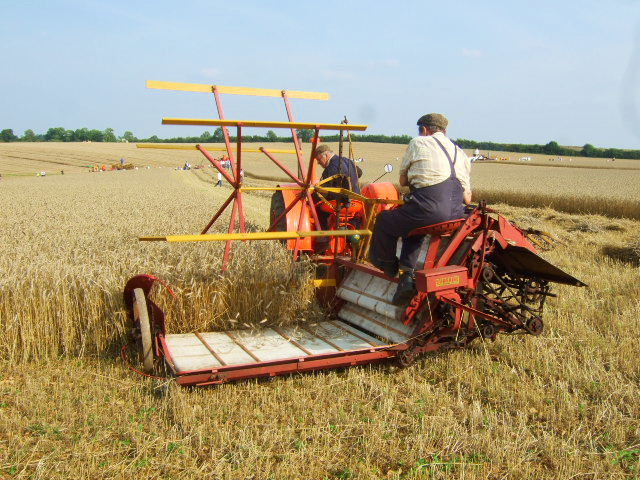
Une moissonneuse-lieuse en fonctionnement à Little Casterton en 2008.

## Le dinosaure du Rutland

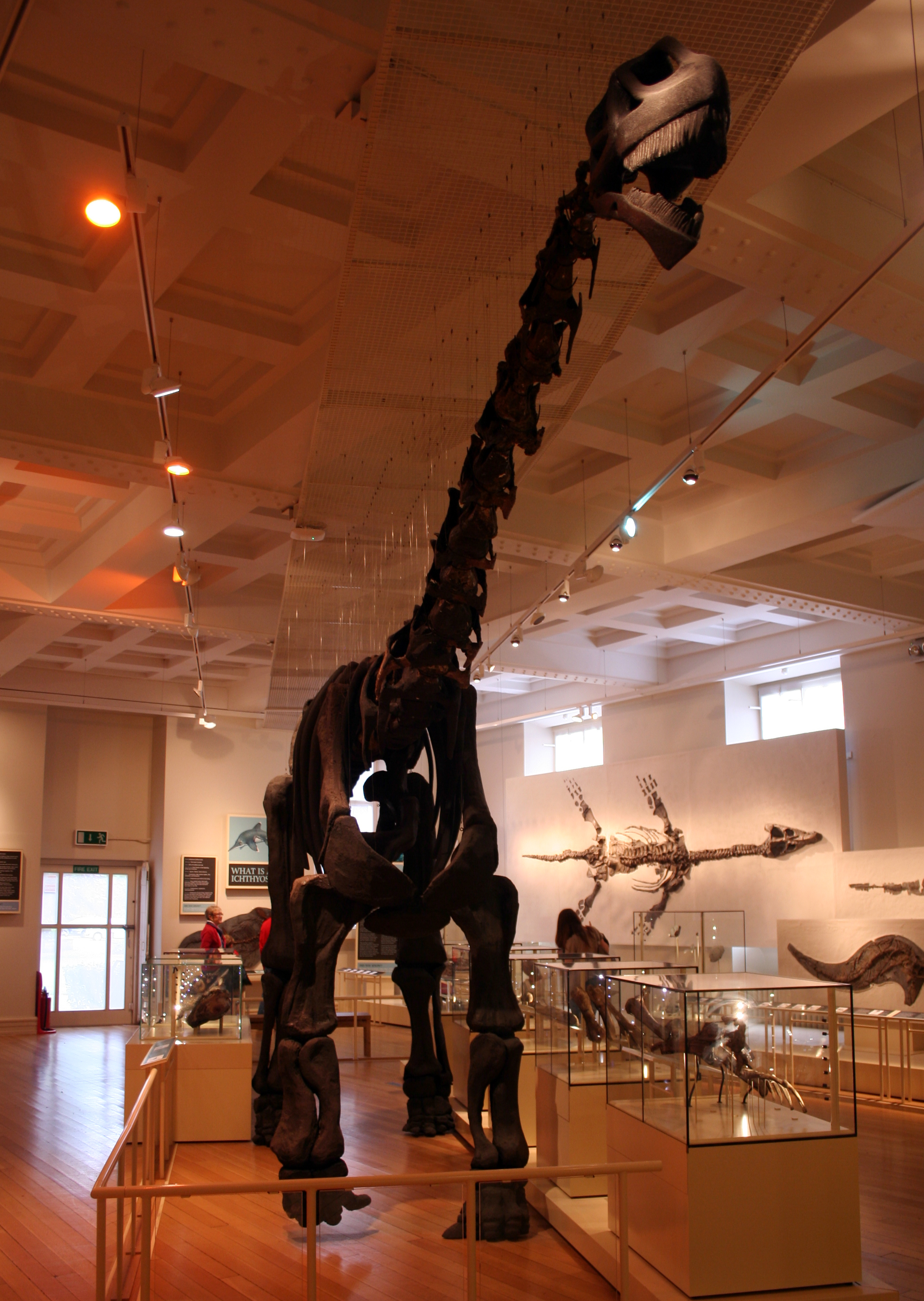
Le dinosaure du Rutland au New Walk Museum de Leicester. La tête est une reconstitution hypothétique.

En juin 1968, un dinosaure sauropode appartenant à l'espèce Cetiosaurus oxoniensis a été découvert dans la carrière de Williamson Cliffe, à Little Casterton. Il aurait environ 170 millions d'années, remontant à l'Aalénien ou au Bajocien (Jurassique moyen. C'est un des squelettes de dinosaures les plus complets découverts au Royaume-Uni. Il est long de quinze mètres. Depuis 1975 il est conservé au New Walk Museum de Leicester.

## Personnalités
- Le théologien Robert Browne est né vers 1550 à Tolethorpe Hall (en), à Little Casterton.